# Станционно-Ребрихинский сельсовет
Станционно-Ребрихинский сельсовет — муниципальное образование со статусом сельского поселения и административно-территориальное образование в Ребрихинском районе Алтайского края России. Административный центр — станция Ребриха.

## Демография
По результатам Всероссийской переписи населения 2010 года, численность населения муниципального образования составила 2441 человек, в том числе 1113 мужчин и 1328 женщин. Оценка Росстата на 1 января 2012 года — 2492 человека.

## Населённые пункты
В состав сельского поселения входит один населённый пункт — станция Ребриха.